# Csáky Antalné
Kőrösszegi és adorjáni; hernádvécsei és hajnácskeöi gróf Csáky Antal Brunoné Vécsey Anna Mária (1785 – Graz, 1851. november 21.) útirajzíró, csillagkeresztes hölgy.

## Élete
Hernádvécsei és hajnácskeöi báró Vécsey Miklós főispán, táblabíró és Orczy Anna Mária (?–1802) leánya, Vécsey Miklós főispán testvére. 1808. május 16-án kötött házasságot Csáky Antal Brunóval Kassán.

## Műve
Utazási vázlatok Olaszországban. Kolozsvár, 1843. (Németül ezen címmel jelent meg: Tagebuch einer überzähligen Ausschussfrau auf einer Reise nach Italien. Pesth, 1843.)